# American Football League
Die American Football League (AFL) war eine US-amerikanische Profiliga für American Football. Sie existierte von 1960 bis 1969, bevor sie 1970 mit der National Football League (NFL) fusionierte. Die neue Liga behielt den Namen National Football League, bestand aber nun aus zwei sogenannten Conferences, der American Football Conference, in der die ehemaligen Teams der AFL spielten, und der National Football Conference, der vorherigen NFL. Damit war die AFL die einzige Konkurrenzliga zur NFL, die über längere Zeit Erfolg hatte und ohne Verlusten an Teams mit der NFL fusionierte.
Bereits vor der Vereinigung wurden seit 1967 gemeinsame Endspiele zwischen den Siegern der AFL und der NFL ausgetragen. Damit wurde der Super Bowl ins Leben gerufen.
Der Erfolg der AFL gründete auf mehreren Pfeilern. Zunächst einmal war American Football in den 1960ern eine in der Popularität der Zuschauer stark steigende Sportart, die zu der Zeit zum Baseball aufschloss. Die Teams der Liga wurden in großen, von der NFL bisher nicht bedachten Städten untergebracht. Der Gründer der Liga, Lamar Hunt, schloss mit ABC einen Fernsehvertrag, der erstmals die Ausstrahlung aller Spiele der Liga umfasste. Auch öffnete sich die AFL Spielern, die an kleineren Colleges spielten, was die NFL bisher verweigerte. Damit öffnete sich die AFL besonders auch afro-amerikanischen Spielern, die in der NFL nur wenig Chancen hatten. Dieses, zusammen mit einigen Regeländerungen (z. B. der Einführung der 2-point conversion), führte zu einem wesentlich attraktiveren Spiel.

## Geschichte

### Gründung
Ende der 1950er Jahre versuchte der Unternehmer Lamar Hunt vergeblich, ein NFL-Franchise zu erwerben. Als er erfuhr, dass auch weitere reichere Männer sich vergeblich um ein Team bemühten, zog er den Schluss, dass es Bedarf an einer weiteren Liga gebe. Er traf sich unter anderem mit dem Ölmilliardär Bud Adams, und die beiden begannen, eine neue Liga zu planen. Zunächst beabsichtigte Hunt die Liga unter die Aufsicht des NFL-Commissioners Bert Bell zu stellen, analog dem Modell im Major League Baseball. Die NFL, insbesondere die Eigner Marshall (Redskins), Mara (Giants) und Halas (Bears) lehnte jedoch dieses Ansinnen ab, Bell verkündete unabgesprochen bei einer Senatsanhörung Ende Juli 1959 die Gründung der neuen Liga. Nachdem sie auch weitere Investoren überzeugen konnten, gründete diese Foolish Club genannte Gruppe am 14. August 1959 die American Football League. Diesen Namen den zuvor bereits drei gescheiterte Konkurrenzligen geführt hatten, wurde am 22. August 1959 bekanntgegeben. Es gelang Franchises für die Spielorte Dallas (Hunt), Denver (Housam), Houston (Adams), Los Angeles (Hilton), Minneapolis (Winter/Boyer), New York City (Wismer), Buffalo (Wilson) und Boston (Sullivan) zu organisieren.
Die NFL reagierte darauf, indem sie Hunt und Adams ein NFL-Franchise anboten, welches diese aber aus Loyalität gegenüber den anderen Teambesitzern ablehnten. Daraufhin vergab die NFL ein Franchise nach Dallas, die Dallas Cowboys, um der AFL, die mit den Houston Oilers und Dallas Texans zwei Teams in Texas hatte, mehr Konkurrenz zu geben. Zusätzlich gelang es der NFL, die Investoren aus Minneapolis abzuwerben, woraus die Minnesota Vikings entstanden.
Da Barron Hilton, Besitzer der Los Angeles Chargers, mit dem Ausstieg drohte, falls es kein weiteres Team an der Westküste gebe, vergab die AFL kurzfristig ein Team nach Oakland, das Raiders genannt wurde.

### Anfangsjahre
Als erster Commissioner wurde Joe Foss gewählt, der als berühmter Veteran der AFL Glaubwürdigkeit verlieh. Seine Philosophie, keine Spieler mit NFL-Verträgen abzuwerben und sich stattdessen auf Spieler von kleineren Colleges zu konzentrieren, prägte die Liga. Zudem wurden talentierte, aber von der NFL ausgegrenzte afroamerikanische Spieler verpflichtet.
Um gegen die NFL standhaft zu bleiben, agierten die Teambesitzer auch selbstlos zusammen. So wurde der All-American Ron Mix von der USC im NFL Draft von den Baltimore Colts und im AFL Draft von den Boston Patriots jeweils in der ersten Runde ausgewählt. Da Mix im Falle eines Umzugs an die Ostküste die Vorjahressieger der NFL den Patriots vorziehen wollte, gaben ihn die Patriots ohne Umschweife an die Chargers ab und ermöglichten Mix so, in seinem Geburtsort zu spielen.
Am 9. Juni 1960 einigte sich die AFL mit dem TV-Sender ABC auf einen Fünfjahresvertrag, der der Liga jährlich zwei Millionen Dollar einbrachte. Dennoch gab es einige Einbußen bei den Zuschauern. Die AFL hatte in der Regel 10.000 bis 20.000 Zuschauer pro Spiel, die NFL hingegen über 50.000. Als Hauptgrund galten die stark baufälligen Stadien. Bereits nach einer Saison waren sowohl die Raiders als auch die New York Titans in finanzieller Schieflage. Nur ein Kredit über 400.000 Dollar vom Besitzer der Buffalo Bills, Ralph Wilson, rettete die Raiders. Ein Umzug der Chargers nach San Diego veränderte die Spiellandschaft in der zweiten Saison.
Durch einen attraktiven Angriffs-Football wurde die Liga immer beliebter. Lange, spektakuläre Passspielzüge wurden zum Markenzeichen der Liga. Dies führte dazu, dass NBC im Januar 1964 die TV-Rechte für 36 Millionen US-Dollar erwarb. Im März 1965 wurde schließlich mit der Aufnahme der Miami Dolphins die erste Expansion bekannt gegeben. Immer mehr Collegespieler zogen die AFL der NFL vor. Im Januar 1965 gaben das Franchise aus New York Joe Namath von der University of Alabama einen Dreijahresvertrag über 427.000 Dollar, womit er zum bis dahin bestbezahlten Spieler aller Zeiten wurde. Diese Summe war damals so hoch, dass viele Zeitungen vermuteten, dass die Nachrichtenagentur eine „0“ zu viel angehängt hätte.

### Krieg und Frieden
1966 gab Foss seinen Posten an Al Davis ab. Dieser änderte die Politik der AFL drastisch und gab nun auch NFL-Spieler als ansprechbar frei. Durch den nun ansteigenden Wettbewerb kam es zu einer Kostenexplosion, die Hunt dazu bewegte, Geheimverhandlungen mit dem General Manager der Cowboys zu führen. Am 8. Juni 1966 beschloss man schließlich zu fusionieren. Bereits ab 1967 gab es einen gemeinsamen Draft und eine gemeinsame Preseason. Zudem sollten die beiden Meister der Ligen nun im AFL-NFL World Championship Game gegeneinander spielen, woraus sich der Super Bowl entwickelte. Die endgültige Fusion sollte dann 1970 stattfinden. Kantersiege der NFL-Teams über die AFL-Teams in den ersten beiden Super Bowls ließen Kritiker zweifeln, ob die AFL überhaupt das Niveau habe, in der NFL mitzuhalten. Im Super Bowl III gingen für die NFL die hochfavorisierten Colts an den Start, die zuvor nur ein Spiel verloren hatten. Diese wurden jedoch von den New York Jets um Joe Namath mit 16:7 deklassiert. Ein 23:7-Sieg der Kansas City Chiefs über die Vikings stellte das Niveau der AFL dann endgültig unter Beweis.

## Bedeutung
Die AFL sorgte zudem indirekt dafür, dass Footballspiele in den USA über die volle Länge ausgestrahlt werden. Beim AFL-Spiel der Oakland Raiders gegen die New York Jets (1968) brach die NBC die Spielübertragung beim Stand von 29:32 ab und zeigte den Kinderfilm Heidi kehrt heim, so dass das Fernsehpublikum die beiden Last-Minute-Touchdowns der Raiders verpasste. Die Reaktion war so verheerend, dass seitdem Sendungen nach einem Footballspiel auf das Ende des Matches warten müssen.
Zudem führte die AFL Spielernamen auf den Trikots und die Spielzeitanzeige auf der Anzeigetafel ein.

## Mannschaften
| Die Teams der AFL                           |                                                    |
| Eastern Division                            | Western Division                                   |
| Boston Patriots heute: New England Patriots | Dallas Texans seit 1963: Kansas City Chiefs        |
| Buffalo Bills                               | Denver Broncos                                     |
| Houston Oilers heute: Tennessee Titans      | Los Angeles Chargers 1961–2016: San Diego Chargers |
| New York Titans seit 1963: New York Jets    | Oakland Raiders heute: Las Vegas Raiders           |
| Miami Dolphins seit 1966                    | Cincinnati Bengals seit 1968                       |

## AFL Championship Games
| Eastern Division | Western Division |

| Saison | Datum             | Sieger                 | Spielausgang | Verlierer            | MVP             | Spielort                            | Zuschauer |
| ------ | ----------------- | ---------------------- | ------------ | -------------------- | --------------- | ----------------------------------- | --------- |
| 1960   | 1. Januar 1961    | Houston Oilers         | 24–16        | Los Angeles Chargers | Billy Cannon    | Jeppesen Stadium                    | 32.183    |
| 1961   | 24. Dezember 1961 | Houston Oilers (2)     | 10–3         | San Diego Chargers   | Billy Cannon    | Balboa Stadium                      | 29.556    |
| 1962   | 23. Dezember 1962 | Dallas Texans          | 20–17 (2OT)  | Houston Oilers       | Jack Spikes     | Jeppesen Stadium (2)                | 37.981    |
| 1963   | 5. Januar 1964    | San Diego Chargers     | 51–10        | Boston Patriots      | Keith Lincoln   | Balboa Stadium (2)                  | 30.127    |
| 1964   | 26. Dezember 1964 | Buffalo Bills          | 20–7         | San Diego Chargers   | Jack Kemp       | War Memorial Stadium                | 40.242    |
| 1965   | 26. Dezember 1965 | Buffalo Bills (2)      | 23–0         | San Diego Chargers   | Jack Kemp       | Balboa Stadium (3)                  | 30.361    |
| 1966   | 1. Januar 1967    | Kansas City Chiefs (2) | 31–7         | Buffalo Bills        | Len Dawson      | War Memorial Stadium (2)            | 42.080    |
| 1967   | 31. Dezember 1967 | Oakland Raiders        | 40–7         | Houston Oilers       | Daryle Lamonica | Oakland-Alameda County Coliseum     | 53.330    |
| 1968   | 29. Dezember 1968 | New York Jets          | 27–23        | Oakland Raiders      | Joe Namath      | Shea Stadium                        | 62.627    |
| 1969   | 4. Januar 1970    | Kansas City Chiefs (3) | 17–7         | Oakland Raiders      | Otis Taylor     | Oakland-Alameda County Coliseum (2) | 53.561    |

kursiv – Einzug in den Super Bowl;
fett – Super-Bowl-Sieger
1. ↑  Die Kansas City Chiefs gewannen ihr erstes AFC Championship Game 1962 noch als Dallas Texans.